# Madeleine (Fluss)
Die Madeleine ist ein Quellfluss der Bourbeuse im französischen Département Territoire de Belfort. Ihr rund 25 Kilometer langer Lauf beginnt oberhalb Lamadeleine-Val-des-Anges, die Quelle liegt am Fuße des Baerenkopfs in den Vogesen. Bei Autrechêne vereinigt sie sich mit dem Fluss Saint-Nicolas und bildet so die Bourbeuse.

## Orte am Fluss
- Lamadeleine-Val-des-Anges
- Étueffont
- Bethonvilliers
- Novillard